# Govern federal dels Estats Units
El Govern Federal dels Estats Units d'Amèrica (oficialment en anglès The Federal Government of the United States of America) és el govern central dels Estats Units d'Amèrica. Aquesta entitat està establerta per la Constitució dels Estats Units que estableix la sobirania compartida sobre els Estats Units amb els governs dels estats dels Estats Units
El govern federal presenta la divisió de poders o branques clàssica legislativa, executiva i judicial cadascuna d'aquestes tres branques té una part de l'autoritat per actuar sobre la pròpia branca, una part d'autoritat per regular les altres dues branques i té alguna de la seva autoritat regulada per les altres dues branques. Les polítiques del govern federal dels Estats Units té un gran impacte en assumptes interns i de l'exterior. A més els poders del govern federal en conjunt estan limitats per la Constitució, la qual per la desena esmena estableix que tots els poders no assignats expressament al govern federal estan reservats als estats o a la decisió popular.
La seu del govern federal és al districte federal de Washington D.C.

## Challenge.gov
Challenge.gov és un lloc web estatal de l'Administració de Serveis Generals (General Services Administration) del govern dels Estats Units. Creat el setembre de 2010 no fou utilitzable fins a gener de 2011 amb el llançament de la llei America Competes ReAuthorization Act que permeté que les entitats de l'estat estatunidenc establiren concursos per a utilitzar el proveïment participatiu en benefici d'objectius concrets. El producte d'aquests concursos és la innovació. Els premis, o incentius, poden ser monetaris i no monetaris.
El programari utilitzat a Challenge.gov prové de Devpost. Els concursos presents a Challenge.gov apareixen a Devpost.